# Cleistocactus winteri

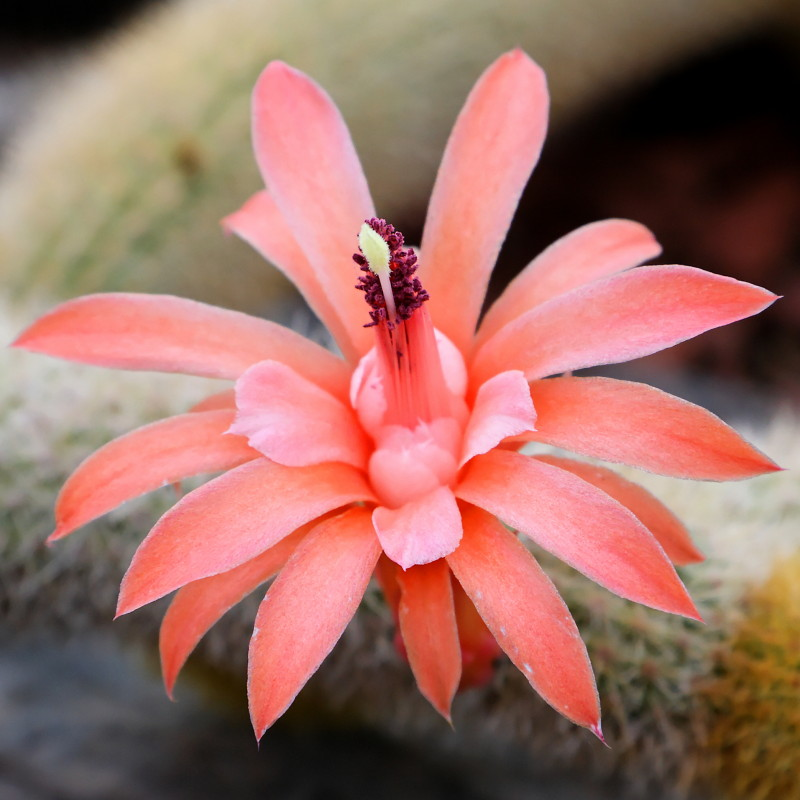
Blüte

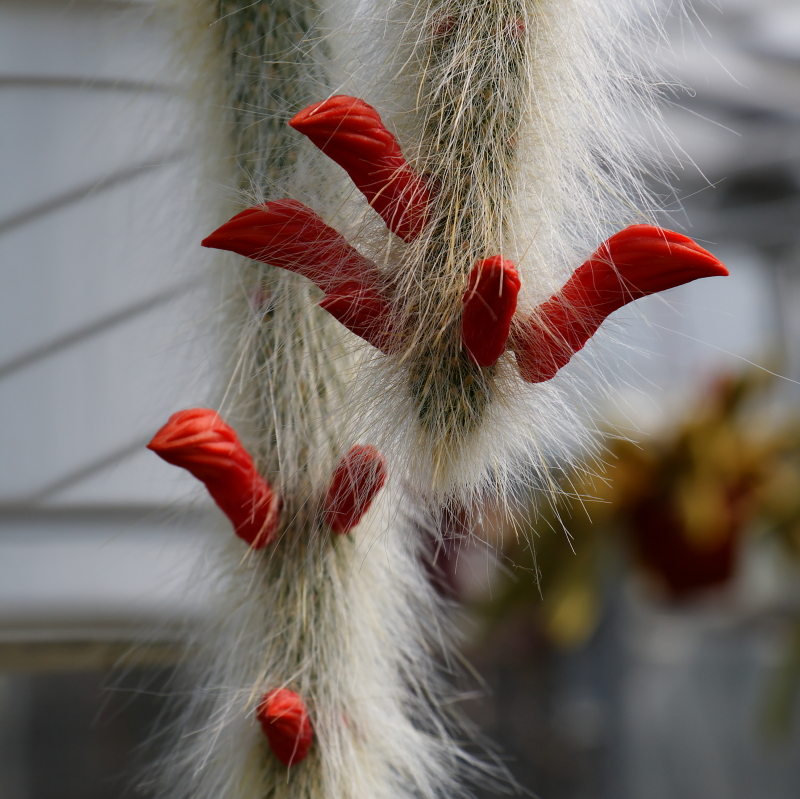
Cleistocactus winteri subsp. colademono mit Knospen

Cleistocactus winteri ist eine Pflanzenart in der Gattung Cleistocactus aus der Familie der Kakteengewächse (Cactaceae). Das Artepitheton winteri ehrt die Gärtnereibesitzerin Hildegard Winter (1893–1975), die Schwester von Friedrich Ritter.

## Beschreibung
Cleistocactus winteri wächst strauchig mit an der Basis verzweigten, hängenden oder kriechenden, grünen Trieben und erreicht bei Durchmessern von 2 bis 2,5 Zentimetern Längen von bis 1,5 Metern. Es sind 16 bis 17 leicht gefurchte Rippen vorhanden. Die darauf befindlichen braunen Areolen stehen eng beieinander. Die goldgelben Dornen sind biegbar, dünn und gerade. Die etwa 20 kräftigeren Mitteldornen sind 5 bis 10 Millimeter lang. Die etwa 30 ausstrahlenden Randdornen sind 4 bis 10 Millimeter lang.
Je nach Stellung der Triebe sind die Blüten aufwärts bis auswärts gebogen bis aufrecht. Sie sind 4 bis 6 Zentimeter lang und erreichen Durchmesser von bis 5 Zentimetern. Die Blüten bleiben mehrere Tage geöffnet. Die Blütenröhre ist mehr oder weniger orangerosafarben und zu ihrer meist schiefsaumigen Mündung hin trichterförmig erweitert. Die Blütenhüllblätter sind orangerot. Die äußeren sind ausstrahlend bis etwas zurückgebogen, die inneren deutlich kürzer und aufrecht. Die Staubblätter und der Griffel ragen aus der Blüte heraus. Die fassförmigen, grünen bis rötlich grünen Früchte sind 7 bis 10 Millimeter lang und erreichen ebensolche Durchmesser.

## Verbreitung, Systematik und Gefährdung
Cleistocactus winteri ist im bolivianischen Departamento Santa Cruz in der Provinz Florida in Höhenlagen von etwa 1400 bis 1500 Metern verbreitet, wo sie an Felsen herabhängt.
Die Erstbeschreibung als Winteria aureispina erfolgte 1962 durch Friedrich Ritter. David Richard Hunt stellte die Art 1988 in die Gattung Cleistocactus. Dabei wurde ein neuer Name notwendig, da der Name Cleistocactus aureispinus Frič (1928) bereits existierte. Nomenklatorische Synonyme sind Winterocereus aureispinus (F.Ritter) Backeb. (1966), Hildewintera aureispina (F.Ritter) F.Ritter (1968), Loxanthocereus aureispinus (F.Ritter) F.Buxbaum (1974), Borzicactus aureispinus (F.Ritter) G.D.Rowley (1975) und Cleistocactus aureispinus (F.Ritter) D.R.Hunt (1987, nom. illeg.).
Es werden folgende Unterarten unterschieden:
- Cleistocactus winteri subsp. winteri
- Cleistocactus winteri subsp. colademono D.R.Hunt

In der Roten Liste gefährdeter Arten der IUCN wird die Art als „Endangered (EN)“, d. h. als stark gefährdet geführt.

## Nachweise